# Euoplos
Genre
Synonymes
- Albaniana Rainbow & Pulleine, 1918
- Armadalia Rainbow & Pulleine, 1918
- Bancroftiana Rainbow & Pulleine, 1918
- Tambouriniana Rainbow & Pulleine, 1918

Euoplos est un genre d'araignées mygalomorphes de la famille des Idiopidae.

## Distribution
Les espèces de ce genre sont endémiques d'Australie.

## Liste des espèces
Selon World Spider Catalog (version 24, 03/06/2023) :
- Euoplos bairnsdale (Main, 1995)
- Euoplos ballidu (Main, 2000)
- Euoplos booloumba Wilson & Rix, 2021
- Euoplos cornishi Rix, Wilson & Harvey, 2019
- Euoplos crenatus Wilson, Rix & Raven, 2019
- Euoplos dignitas Rix & Wilson, 2023
- Euoplos eungellaensis Wilson, Harvey & Rix, 2022
- Euoplos festivus (Rainbow & Pulleine, 1918)
- Euoplos goomboorian Wilson, Rix & Raven, 2019
- Euoplos grandis Wilson & Rix, 2019
- Euoplos hoggi (Simon, 1908)
- Euoplos inornatus (Rainbow & Pulleine, 1918)
- Euoplos jayneae Wilson & Rix, 2021
- Euoplos kalbarri Rix, Wilson & Harvey, 2019
- Euoplos mcmillani (Main, 2000)
- Euoplos ornatus (Rainbow & Pulleine, 1918)
- Euoplos raveni Wilson & Rix, 2021
- Euoplos regalis Wilson & Rix, 2021
- Euoplos saplan Rix, Wilson & Harvey, 2019
- Euoplos schmidti Wilson & Rix, 2021
- Euoplos similaris (Rainbow & Pulleine, 1918)
- Euoplos spinnipes Rainbow, 1914
- Euoplos thynnearum Wilson, Rix & Raven, 2019
- Euoplos turrificus Wilson, Rix & Raven, 2019
- Euoplos variabilis (Rainbow & Pulleine, 1918)

## Systématique et taxinomie
Ce genre a été décrit par Rainbow en 1914 dans les Aviculariidae. Il est placé en synonymie avec Arbanitis par Main en 1985. Il est relevé de synonymie par Raven et Wishart en 2006.
Albaniana, Armadalia, Bancroftiana et Tambouriniana ont été placés en synonymie par Raven et Wishart en 2006.

## Publication originale
- Rainbow, 1914 : « Studies in the Australian Araneidae. No. 6. The Terretelariae. » Records of the Australian Museum, vol. 10, p. 187-270 (texte intégral).